# Ormyrus discolor
Ormyrus discolor är en stekelart som beskrevs av Zerova 2005. Ormyrus discolor ingår i släktet Ormyrus och familjen kägelglanssteklar.
Artens utbredningsområde är Israel. Inga underarter finns listade i Catalogue of Life.